# Bertoua
Bertoua – miasto w Kamerunie, stolica Regionu Wschodniego i departamentu Lom-et-Djérem. W 2005r. liczyło ok. 88 tys. mieszkańców.
Przez miasto przebiega Droga Krajowa nr 10. W mieście znajduje się lokalne lotnisko.
W mieście swoje placówki misyjne posiadają m.in. polskie siostry dominikanki i siostry pasjonistki.
W mieście rozwinął się przemysł olejarski oraz drzewny.

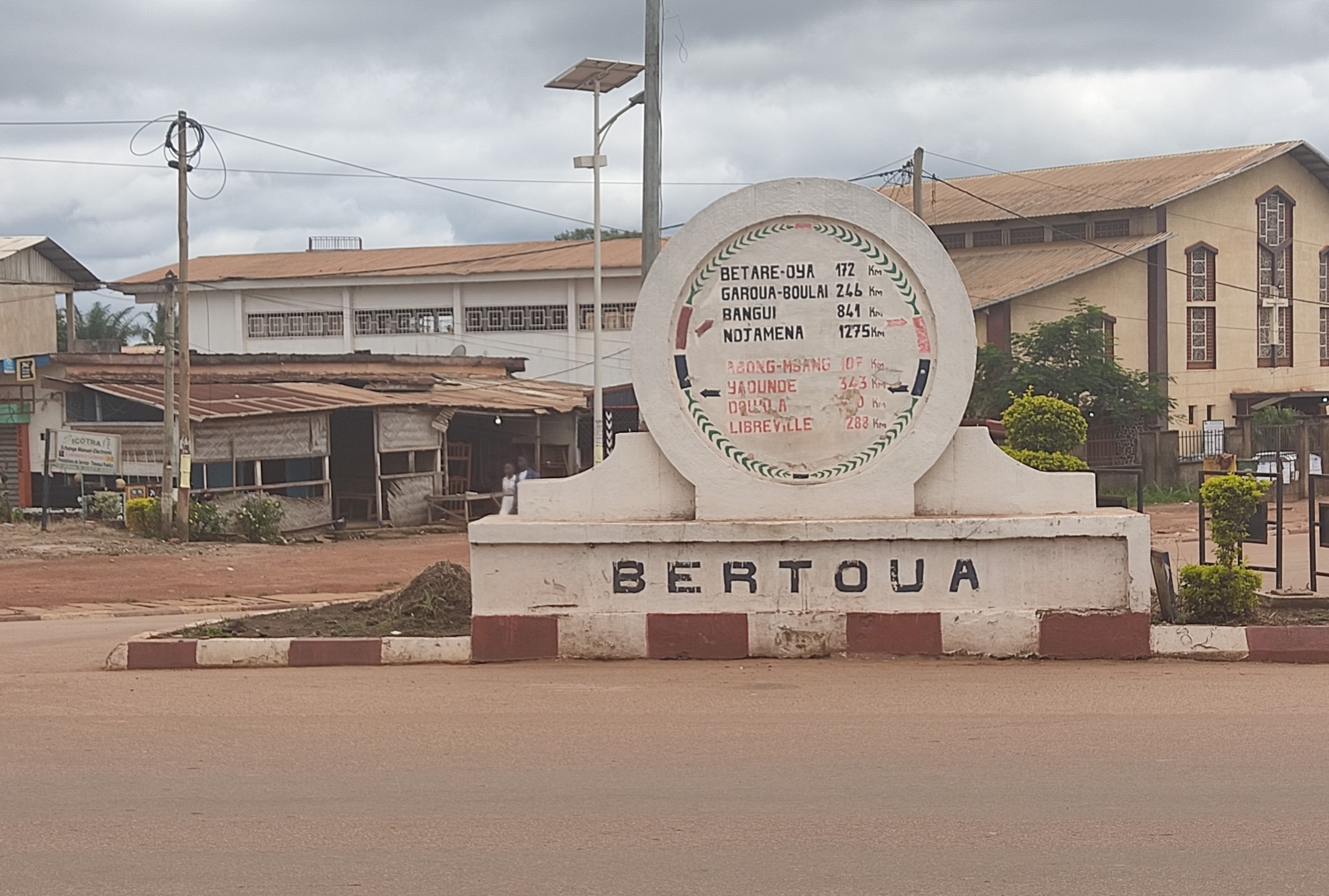
Płyta Bertoua w centrum miasta

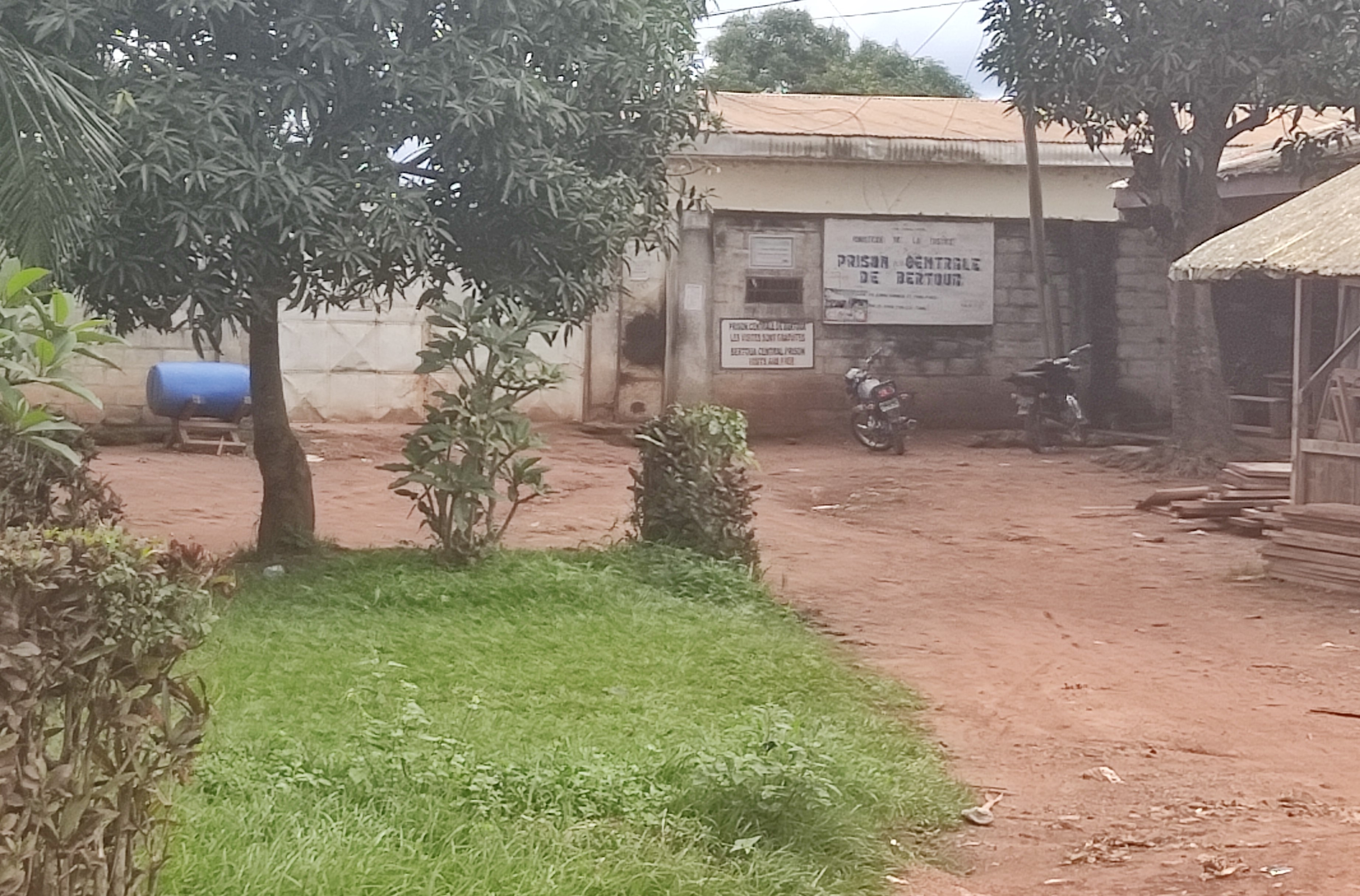
Wejście do centralnego więzienia Bertoua